# حلبة أديليد ستريت

المسار

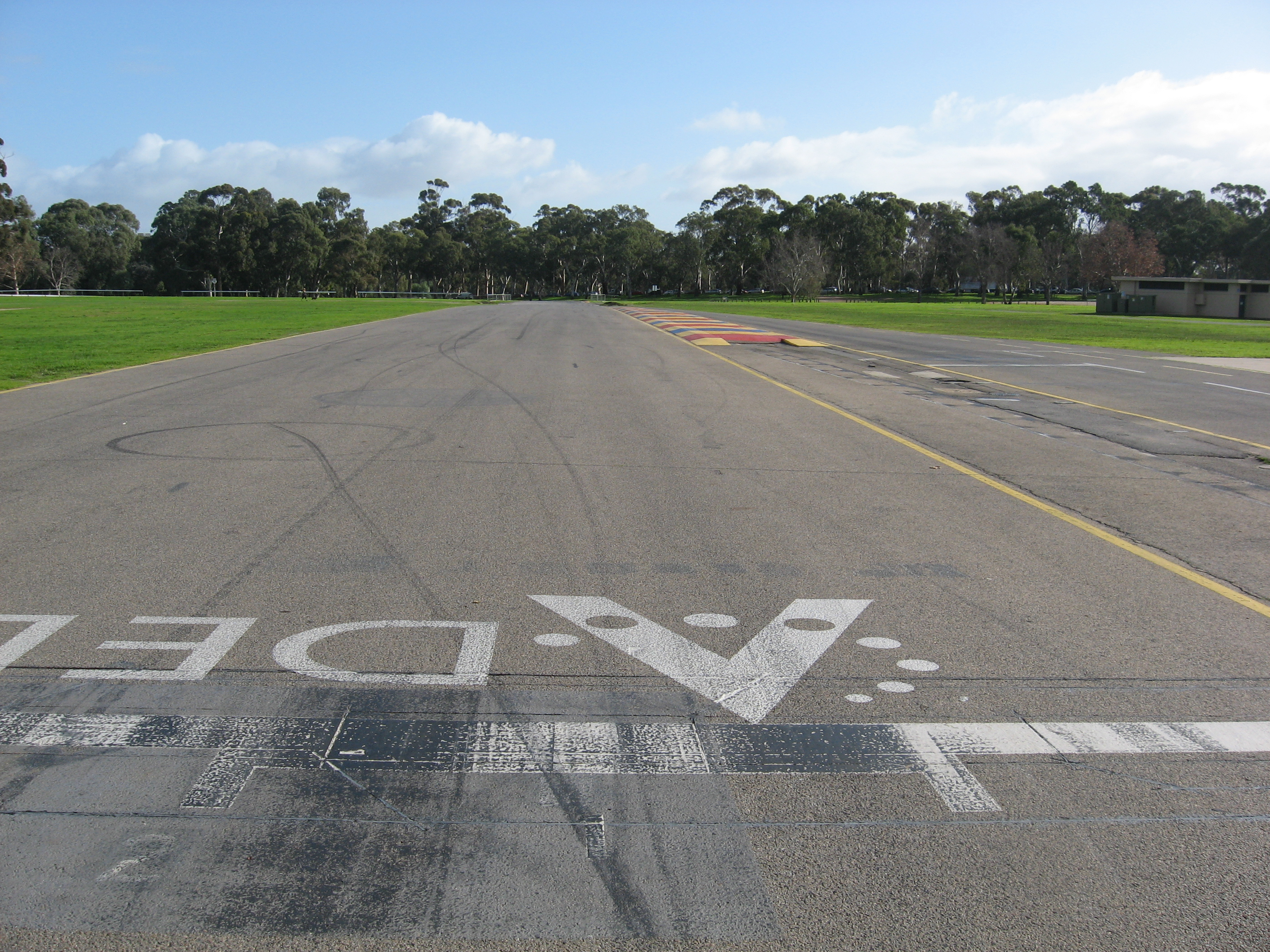

حلبة أديليد ستريت (بالإنجليزية:  Adelaide Street Circuit)‏ هي حلبة مؤقتة تقع في منطقة العمل المركزية في مدينة أديليد في جنوب أستراليا. يبلغ طولها 3,7 كيلومتر وأقيم عليها سباق الفورمولا 1 جائزة أستراليا الكبرى حيث استضافت 11 نسخة متتالية من سنة 1985 إلى 1995. افتتحت الحلبة في سنة 1985 ثم أعيد افتتاحها في 1999. حقق دايمون هيل اسرع لفة في تاريخ هذه الحلبة.